# Gent-Wevelgem/Kattekoers-Ieper 2018
De 78e editie van de wielerwedstrijd Gent-Wevelgem/Kattekoers-Ieper werd gehouden op 25 maart 2018. De start en finish waren in Ieper. De wedstrijd maakte deel uit van de UCI Europe Tour en de UCI Nations' Cup U23, in de categorie 1.Ncup. De Sloveen Žiga Jerman volgde de Brit Jacob Hennessy op als winnaar.

## Uitslag
| Plaats  | Naam                | Tijd     |
| ------- | ------------------- | -------- |
| Winnaar | Žiga Jerman         | 4u39'44" |
| 2       | Jake Stewart        | z.t.     |
| 3       | Maxime Burgaudeau   | z.t.     |
| 4       | Andreas Kron        | z.t.     |
| 5       | Mikkel Honoré       | z.t.     |
| 6       | Håkon Aalrust       | z.t.     |
| 7       | Sean Bennett        | z.t.     |
| 8       | Max Kanter          | z.t.     |
| 9       | Gabriel Cullaigh    | z.t.     |
| 10      | Johannes Schinnagel | z.t.     |
| 11      | Jasper Philipsen    | z.t.     |
| 12      | Pierre Barbier      | z.t.     |
| 13      | Marc Hirschi        | z.t.     |
| 14      | Kamil Małecki       | z.t.     |
| 15      | Stepan Koerjanov    | z.t.     |
| 16      | Maxime De Poortere  | z.t.     |
| 17      | Žiga Horvat         | z.t.     |
| 18      | Andreas Stokbro     | z.t.     |
| 19      | Francisco Galván    | z.t.     |
| 20      | Simon Guglielmi     | z.t.     |
|         |                     |          |
| 33      | Ide Schelling       | z.t.     |

 Ronde van de Belofte · 
 Aziatische kampioenschappen · 
 Oceanische kampioenschappen · 
 Gent-Wevelgem/Kattekoers-Ieper · 
 Ronde van Vlaanderen voor beloften · 
 ZLM Tour · 
 Grote Prijs Priessnitz spa · 
 Europese kampioenschappen · 
 Ronde van de Toekomst